# Грисюк Антон Степанович
Анто́н Степа́нович Грисю́к (26 лютого/12 березня 1914 , Забір'я, Київський повіт, Київська губернія (нині — Фастівський район, Київська область) — 28 квітня 1944) — Герой Радянського Союзу.

## Життєпис
Народився Антон Степанович 12 березня 1914 року в селі Забір'я (нині Фастівського району Київської області) в родині лісника.
Учасник агресії СРСР проти Фінляндії 1939-40 років, під час якої у березні 1940 року був нагороджений званням Героя СРСР.
Вже з червня 1941 року Грисюк — учасник Німецько-радянської війни, яку розпочав під Володимиром-Волинським. Будучи важко поранений, опинився у нацистському тилу біля Білої Церкви. Добрався до с.Кощіївка де проживав брат Микола, а інший Петро був лісничим на х. Вишняки. Після одужання (весна 1942) створив підпільну групу у Дорогинці.
У квітні 1943 року прибув з групою радянських підпільників до Мотовилівського лісу де очолив залишки загону ім. Кармалюка (створено восени 1941 членами ОУН В.Кравченко «Довгий» та О.Кабанець «Євген», у березні 1943 за вимогою СБ долучились до УПА Південь і пішли до Холодного яру). У червні 1943 за наказом УШПР перейшов до Макарівського лісу. Був начальником штабу 4 батальйону Київського з'єднання і командиром партизанського загону ім. Кармалюка (Мотовилівський ліс) на Київщині, потім командиром партизанського загону в з'єднанні А. Ф. Федорова. Згідно з повідомленнями партизанського штабу, 15 жовтня 1941 під керівництвом А.Грисюка розпочала діяльність підпільна організація в с. Дорогинка Фастівського району Київської області.
Останні дні свого життя — а це 18 діб — провів на Володимирщині, в районах міст Устилуг та Володимир-Волинський. 28 квітня 1944 в селі Мосир 120 карателів оточили загін Грисюка. Сам Грисюк під час бою перебував на найнебезпечніших ділянках. 29 квітня Антон Степанович був смертельно поранений.
Похований в місті Устилуг.